# La Paz Centro (Nicaragua)
La Pau Centre (oficialment i en castellà La Paz Centro) és una municipalitat del departament de Lleó, a la República de Nicaragua.

## Geografia
El terme municipal limita al nord amb el municipi de Larreynaga, al sud amb el de Nagarote, a l'est amb el Llac de Managua i el municipi del Jicaral i a l'oest amb el municipi de Lleó. La capçalera municipal està situada a 56 km de la ciutat de Managua.

## Naturalesa i clima
El municipi té un clima sec i càlid. Els mesos de pluja són generalment de juny a octubre, patint sequeres perllongades entre els mesos de juliol a setembre. La temperatura mitjana anual és de 27 °C en els mesos més frescos. La precipitació anual varia entre un mínim de 500 mm i 2.000 mm de màxim. La Paz Centro posseeix alguns llocs d'interès turístic : El volcà Momotombo, el balneari del riu Tamarindo, les ruïnes de Lleó Vell i els banys Termals prop de la hisenda el Obraje. En el municipi existeixen Llacs, Llacunes i Rius. Es troba el riu Aguas Calientes, tradicionalment visitat pels malalts, ja que les seves aigües són considerades d'origen medicinal des del temps dels nostres avantpassats. El Llac Xolotlán banya part del territori, localitzant des de la seva costa l'Illa de Momotombito. Es troben també les Llacunes d'Asososca, Momotombo en el mateix volcà i Mont Galán a la Serralada dels Marrabios.

## Població
El 1920 el municipi tenia 2.787 habitants, el 1930 la població va augmentar a un total de 4.669. El 1966 va ser elevada a la categòria de ciutat. Actualment la ciutat de la Paz Centro té 33.228 habitants.

### Localitats
A més del centre urbà, amb 25 poblats barris, hi ha un total de 25 comarques rurals : Momotombo, Tamarindo, Amatitán, Racó dels Bous, Cap de Forn, La Unió, Les Parcel·les, Sabanetes, La Palma, El Guacucal, Flor de la Pedra, el Xoriço, la Font, Tecuaname, Els Portells, El Papalonal, La Pau Vella i les Llimones, Pancorva, Els Arcs, El Socors, Les chácaras, la Chivola, Quatre Pals, la Concha i Sant Gabriel.
Barris de la Pau Centre (Ordre Alfabètic)
- Adrian Reis
- Agapito Osorio
- Antonio Ulloa
- Ausberto Narváez
- Betània
- Buenos Aires
- Cacerio Nou Alba
- Dinou de Juliol
- Elias Téllez
- Enrique López
- Enrique Martínez
- Felipe López
- Germans Reis
- La Villa San Nicolas
- Manuel Velásquez
- Marcial Muñoz
- Maria Elena Narváez
- Nelson Medrano
- Nicolas Bolaños
- Osman Zapata
- Otilio García
- Pancasán
- Raúl Caps Lacayo
- René Linarte
- Rubén Vílchez
- Tomás Ocampo
- Valerio Linarte

## Economia
El municipi és de zona comercial, ramadera i agrícola, es conrea sèsam, hortalisses, blat de moro, sorgo, soia, cacauet, canya de sucre, tabac fabricació de teules, maons i comercialització de palma real per a la construcció de ranxos típics.

## Història
El municipi de La Paz Centro és producte d'immigracions de la ciutat colonial de Lleó Vell abandonada per l'erupció del volcà Momotombo al segle xvii .Originalment l'assentament urbà es va localitzar en un lloc denominat Hato de Las Palmas, posteriorment conegut com a Sant Nicolás dels Naboríos o Naboria, a partir de 1610. També es va conèixer en aquesta època amb el nom de Poble Nou. El fundador va ser el ric hisendat Don Nicolás de la Torre. Cap a la fi de 1869 el municipi va canviar de nom per decisió del congrés de la República, des de llavors es va conèixer per Vila de la Pau, per haver estat el lloc on es va signar un protocol de Pau entre el president Fernando Guzmán i el Llic Francisco Zamora, per posar fi a la guerra civil d'aquest any en l'occident del país. Posteriorment assumiria el Nom de la Pau Centre, donat a l'Estació principal del Ferrocarril del poble. En 1752 el bisbe Morel de Santa Creu va fer una visita a tots els pobles de Nicaragua i reporto seu pas per Poble Nou, habitat d'indis i ladinos, l'església és de teules i tres naus molt pobres, el seu titular és Sant Nicolau. Va ser una zona d'agricultura extensiva i amb poca població on es va conrear el cotó i l'anyil i després sé pràctic una ramaderia extensiva. El 1903 es construeix el ferrocarril La Pau Centre - Momotombo - Matagalpa, per transportar cafè cap a Port Corint, es tractava d'un tren de vagons halat per un enorme tractor que corria sobre una trocha de terra, amb això La Paz Centro, es torna una punt important de trànsit, la intersecció de les dues rutes Chinandega - Managua - Granada i l'altra ruta de Corint - Lleó - Matagalpa. El 1920 el municipi té una població de 2.787 habitants, el 1930 la població augmenta amb un total de 4.669. La terrisseria i la fabricació de teules i maons ambdues activitats lligades a l'exportació de l'argila i de la llenya, seguiran desenvolupant-se i augmentant fins als anys 70, en el cens de 1963, resulten actives 136 terrisseries i 62 teuleries, segons el mateix cens, el municipi de la Pau Centre, que és el més extens del Departament de Lleó, compta amb 462 explotacions agropecuàries. El 1966 La Paz Centro, és elevada al rang de ciutat.

## Cultura
La seva festa patronal es realitza el 10 de setembre de cada any en honor de Sant Nicolau de Tolentino, festa que inclou la tradicional vela amb serenata al sant des de les 3 de la matinada, es realitza la processó al serrat de Sant Nicolau de Tolentino. Es duen a terme també activitats recreatives com : la instal·lació de Chinamos, muntades de Bous, Hípicos, carreres de cintes, Pal lluç de riu i l'elecció de la Reina de la festa. Una altra de les tradicionals activitats del municipi és l'elaboració d'artesanies en cerámica.2
Les ruïnes de Lleó Vell a la vora del Volcà Momotombo, són part de la riquesa cultural del municipi. El temple parroquial està declarat monument històric nacional des de 1971. El municipi compta amb un centre de cultura que porta el nom del poeta Juan José Toruño Maldonado i una biblioteca municipal.